# Indonemoura loebli
Indonemoura loebli är en bäcksländeart som beskrevs av Peter Zwick 1980. Indonemoura loebli ingår i släktet Indonemoura och familjen kryssbäcksländor. Inga underarter finns listade i Catalogue of Life.